# 뮤우직포차
뮤우직포차는 TJB POWER FM의 라디오 프로그램이다.

## 진행자
- 최승희 아나운서

## 주파수 안내
- 대전, 세종, 논산, 공주, 금산, 계룡 - FM 95.7 MHz
- 당진, 서산, 예산, 홍성, 태안 - FM 96.5 MHz
- 천안, 아산 - FM 95.5 MHz
- 보령, 서천, 부여, 청양 - FM 96.1 MHz

## 기획의도
- 새벽 한 시, 일을 마무리 하고 집으로 향하는 사람들이나 여전히 삶의 현장에서 일을 하는 사람들과 그 시간 하루를 시작하는 사람들을 위해 다양한 장르의 음악과 이웃들 사는 이야기라는 특별한 메뉴로 활력과 위안을 선사.

## 방송되는 코너

### 매일 코너
- 1부 : 오프닝 문자+신청곡

- 일요일 : 짬뽕탕 노래구이
  - 논스톱 리믹스 그때 그 시절의 차트곡과 함께 하는 시간
- 월요일 : 노가리가리 씹어드립니다.
  - 다양한 상황, 관계에서 나올 수 있는 사례들을 소개하고 그안에서 받을 수 있는 스트레스를 토크와 노래로 대신 씹어드립니다.
- 화요일 : 일품안주, 한잔의 추억 
  - 특정가수의 노래를 통해 그의 삶을 재조명해 보고 그 시절을 다시 추억해 본다
- 수요일 : 몸에 좋은 제철 노래
  - 그 시절, 그 주간에 일어났던 역사적 일들이나, 기념일, 화제거리등을 노래와 엮어 버무려 본다.
- 목요일 : 누구나 즐기는 가락국수
  - 노래를 못하면 회식도 못 간다는데!! 보컬 트레이너 하이런 교수님과 함께 노래 잘 부르는 방법과 함께 가수의 얽힌 비하인드 스토리도 들어본다

### 주말 코너
- 이모님~ 여기 트롯추가요!
  - 달밤에 펼쳐지는 화끈한 라디오쇼! 청취자 여러분께 드리는 서비스 같은 시간! 
스페셜 DJ 가수 정삼과 함께 한 가수의 이야기를 들어보는 시간 
초대가수가 직접 불러 주는 노래와 토크가 있는 시간.

## 같이 보기
- TJB POWER FM
- 애프터 클럽